# Kraftwerk Tuzla
Das Kohlekraftwerk Tuzla (bosnisch Termoelektrana Tuzla) ist ein Braunkohlekraftwerk in einem Vorort von Tuzla in Bosnien und Herzegowina. Es ist das größte Kraftwerk des Landes. Der Betreiber ist die Elektroprivreda Bosne i Hercegovine.

## Geschichte
Der Bau der ersten zwei Blöcke begann im Jahr 1959. Der erste 32-MW-Block ist seit 1963 im Betrieb und der letzte Block mit 215 MW seit 1978.
In Planung ist auch ein neuer 450-MW-Block, der von Alpiq gebaut werden soll. Die Arbeiten sollen 2020 beginnen.
In den Bergbaubetrieben und auf der Anschlussbahn des Kraftwerks sind (Stand 2022) immer noch Dampflokomotiven im Einsatz. Die Altbau-Loks der Baureihe 52, die nach dem Zweiten Weltkrieg in Jugoslawien verblieben und dort als Reihe 33 bezeichnet wurden, sind mangels Dieseltreibstoff nach dem Bürgerkrieg betriebsfähig erhalten geblieben.